# Antonio Privitera
Antonio Privitera (Catania, 1910 – Roma, 1989) è stato un pittore italiano.

## Biografia
Muove i primi passi artistici in Sicilia, si trasferisce poi a Roma ed è tra gli allievi di Giorgio De Chirico. Nei primi anni '50 apre il suo studio nella celebre Via Veneto, centro della cultura e della moda di quegli anni. 
Il suo stile paesaggistico e oleografico predilige l'olio su tela. Famose sono le sue "botticelle", le carrozzelle di Villa Borghese.
Nel pieno della Dolce Vita rimase famosa una sua scommessa con lo stilista Vincenzo Ferdinandi dopo un derby Lazio-Roma, quando fecero sfilare da Villa Borghese a Via Veneto delle mucche addobbate con dei mutandoni giallorossi.